# Julius Melzer
Julius Melzer (Stolp, 11 juni 1878 - São Paulo, 20 december 1934) was een Braziliaans entomoloog.
Julius Melzer is in 1878 in Stolp geboren, toentertijd in het Duitse Keizerrijk, tegenwoordig is het Słupsk en ligt het in Polen. Als entomoloog werkte hij vooral aan de orde van de kevers en in het bijzonder de boktorren  van Zuid-Amerika. Hij beschreef een aanzienlijk aantal soorten, nieuw voor de wetenschap. Melzer was handelaar en tevens verzamelaar van insecten. Zijn verzameling neotropische kevers bevindt zich in het Instituto de Experimentaçao Agricola, Seção de Entomologia in Rio de Janeiro.

## Enkele publicaties
- 1923 - Longicórneos do Brasil, novos ou pouco conhecidos. in: Notas Preliminares do Museu Paulista
- 1931 - Longicórneos americanos, principalmente do Brasil, novos ou pouco conhecidos (Coleoptera - Cerambycidae) III. Arquivos do Instituto Biológico, São Paulo.